# Ron Sellers
Ron Sellers é um ex-jogador profissional de futebol americano estadunidense

## Carreira
Ron Sellers foi campeão da temporada de 1973 da National Football League jogando pelo Miami Dolphins.